# 奧爾斯特貝 (紐約州普查規定居民點)
奧伊斯特貝（英語：Oyster Bay）是位於美國紐約州拿騷縣的普查規定居民點。

## 人口
根據2020年美國人口普查的數據，奧伊斯特貝的面積為4.16平方千米，當中陸地面積為3.20平方千米，而水域面積為0.96平方千米。當地共有人口7049人，而人口密度為每平方千米1,694.47人。